# Avenue de la Liberté (Courbevoie)
Pour les articles homonymes, voir Avenue de la Liberté.
L'avenue de la Liberté est une voie de la commune française de Courbevoie.

## Situation et accès

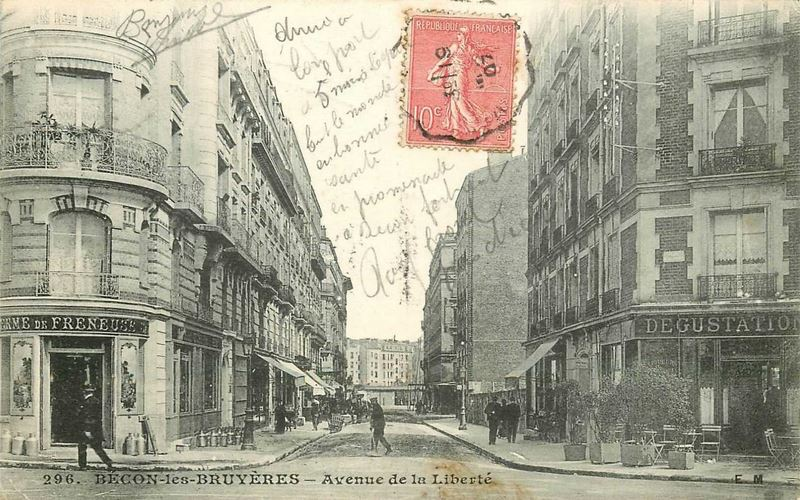
L'avenue de la Liberté vue de la place de Belgique. Les immeubles d'angle sont toujours présents. Carte postale expédiée en 1907.

L'avenue de la Liberté relie la place Sarrail à la place de Belgique. Sur son trajet rectiligne, elle croise le carrefour de la rue Joseph-Méry et de l'avenue Gallieni.
Son réaménagement (du 2 juillet 2012 à octobre 2012) a visé à améliorer le confort des usagers tout en embellissant le cadre de vie, avec comme conséquence de conforter l'attractivité et le dynamisme des commerces. Le mobilier urbain est rénové, notamment avec le marquage au sol par des médaillons en cuivre gravés.
Le principe d'un aménagement en plateau a été retenu, c'est-à-dire d'une élévation de la chaussée au niveau des trottoirs; par-delà la facilité rendue aux personnes à mobilité réduite, ce choix profite à tous les usagers de ce qui roule (caddy, poussette, rollers). L'emploi de pavés pour la chaussée vise à la fois à renforcer l'aspect patrimonial de la voie, et à ralentir les automobilistes. Par ailleurs cet emploi renforce la visibilité de la partie dédiée à la circulation.
Le stationnement rotatif y est privilégié, au détriment du stationnement de longue durée.

## Origine du nom
Le nom « avenue de la Liberté » est une évocation la devise de la République française : « Liberté, Égalité, Fraternité ».

## Historique

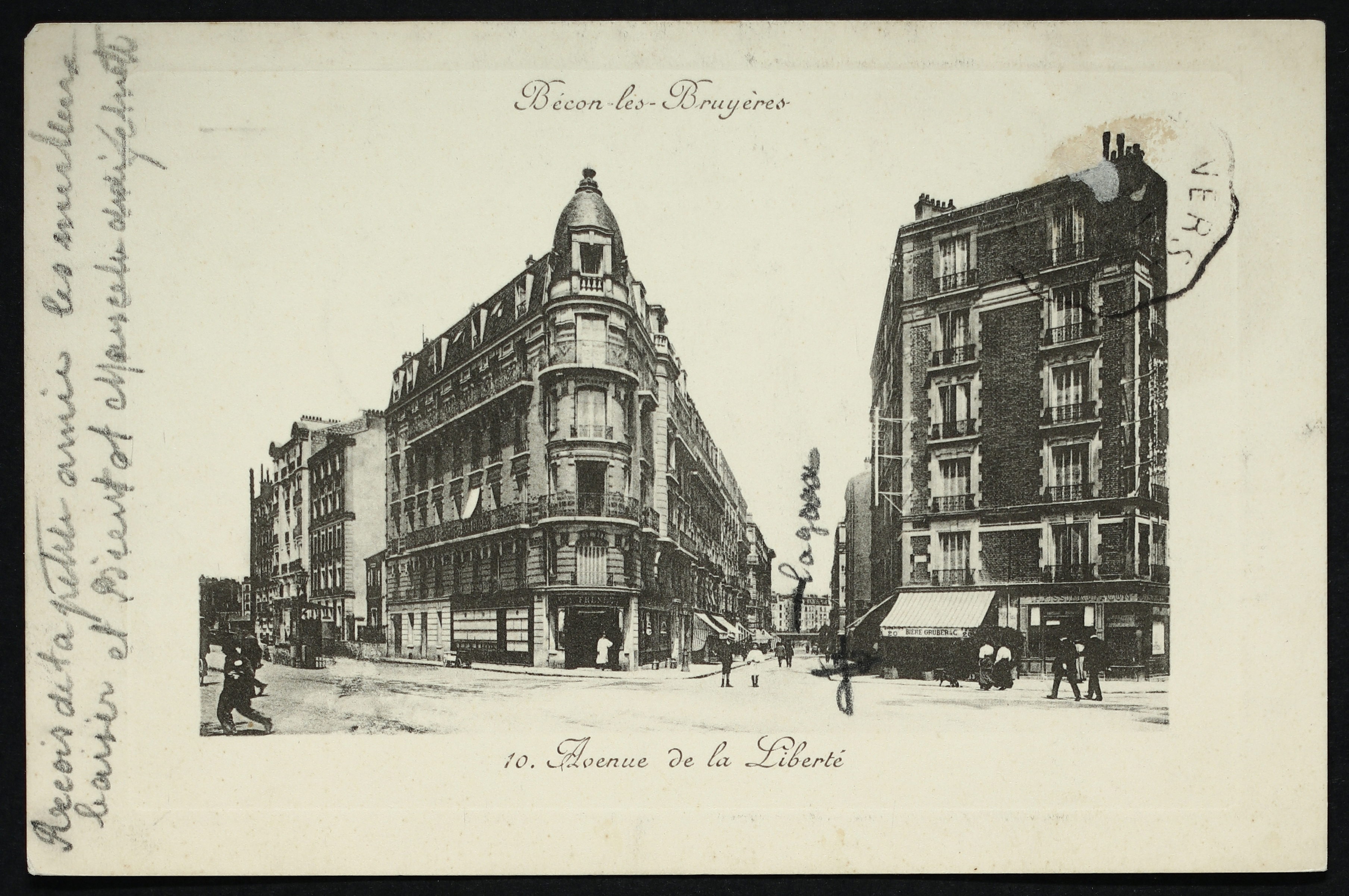
L'avenue de la Liberté vue de la place de Belgique.

Cette avenue date de la fin du XIXe siècle, lorsqu'en 1885, la Compagnie des chemins de fer de l'Ouest proposa la création d'une gare pour voyageurs et marchandises à hauteur du pont dit des « Quinze Perches », sur la ligne de Paris-Saint-Lazare à Versailles-Rive-Droite, entraînant l'urbanisation de ce quartier, dans le style éclectique.

## Bâtiments remarquables et lieux de mémoire
- La gare de Bécon-les-Bruyères.